# Broget mejse
Broget mejse (latin: Sittiparus varius) er en spurvefugl, der lever i Korea, Japan og Taiwan.